# Fair Enough
Fair Enough est un EP réalisé par Para One & Tacteel contenant 5 titres. Il est sorti le 12 juillet 2011.

## Liste des chansons
1. A1 – 5:36
2. Rome – 4:38
3. Touch! – 4:39
4. Tin Drum – 2:15
5. Always – 5:24

## Liens
- Ressources relatives à la musique :   - Discogs
  - MusicBrainz (groupes de sorties)